# ボスナ

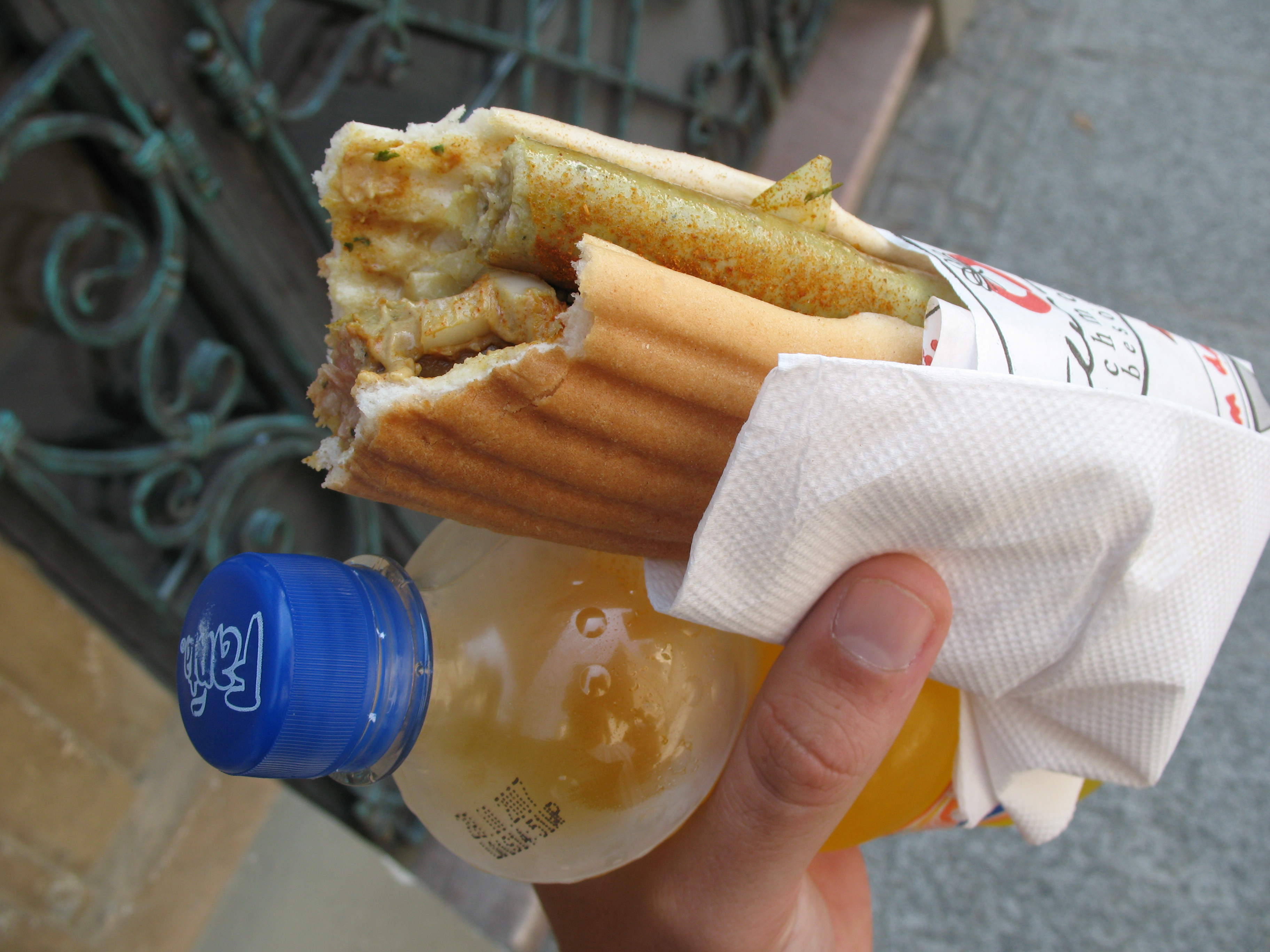
ボスナ

ボスナ（Bosna）又はボスナー（Bosner）は、オーストリアのザルツブルク名物のカレー風味のホットドッグである。

## 概要
ザルツブルクで一番にぎわい、モーツァルトの生家があることでも有名なゲトライデガッセ33番地の路地にあるファーストフード店「バルカン・グリル」（Balkan Grill）が発祥とされるボスナは、ザルツブルクのみならずオーストリア全土に広く知れ渡っているザルツブルクの名物料理である。またザルツブルクに隣接するドイツ・バイエルン州南部でも提供されている。
ボスナのレシピはいたって単純で、鉄板やオーブンでカリカリに焼いた白パンにマスタードを塗り、鉄板で焼いた細い2本のポークソーセージをはさむ。つづいて生のタマネギのみじん切りとパセリをかけ、最後に特製カレー粉をふりかける。出来上がったボスナは半分ほど隠れる白い紙にはさんで手渡してくれる。近年はケチャップやカイエンペッパー、チリパウダーなどもリクエストでかけてくれる。価格は1本3,5-3,8ユーロ（店によって異なる）である。ソーセージのレシピや本数・長さ、パンの種類を変えることによって、さまざまなバリエーションが生み出されている。
このボスナを創作、あるいはこの地で紹介したのは、ブルガリア出身のツァンコ・トドロフ (Zanko Todoroff) である。トドロフは1949年にザルツブルクのレストラン「アウグスティーナ・ブロイ」でブルガリア風のホットドッグを出したところ、すぐにザルツブルク市民の話題となった。翌1950年には現在のゲトライデガッセ33でわずか2m2 のファーストフード店「バルカン・グリル」をオープンして『ナダニッツァ』 (Nadanitza) として売り出した。しかしこの発音が当地の人にはどうも難しく、すぐに『ボスナ』に改名された。1975年には経営者が変わったが、オリジナルの味は守られ、一日最大2000本のボスナがザルツブルク市民と世界からの観光客、そしてウィーンフィルなど音楽祭に参加する芸術家の胃袋に収まっている。なお店には座席はないので、購入した人はすべて、ゲトライデガッセを歩きながら食べることになる。
なおザルツブルクのソーセージスタンドでは、もともとは茹でたソーセージにマスタードとゼンメル（丸い白パン、Semmel)というのが一般的である。そこにボスナがカレー風味のホットドッグという小さな異国情緒を運んできた。近年では他の店、他の地方でもボスナが提供されている。なお、ボスニア・ヘルツェゴビナに同名の川（ボスナ川）があるが、由来しているかは不明である。